# Villandraut
Villandraut – miejscowość i gmina we Francji, w regionie Nowa Akwitania, w departamencie Żyronda.
Według danych na rok 1990 gminę zamieszkiwało 777 osób, a gęstość zaludnienia wynosiła 62 osób/km² (wśród 2290 gmin Akwitanii Villandraut plasuje się na 533. miejscu pod względem liczby ludności, natomiast pod względem powierzchni na miejscu 904.).
Urodził się tutaj Bertrand de Got, późniejszy papież Klemens V.